# Ablation laser
Pour les articles homonymes, voir Ablation.
L'ablation laser est une technique utilisée pour la production de nanoparticules, certaines méthodes d'analyses de matériaux et/ou pour produire un dépôt en couche mince atomique.

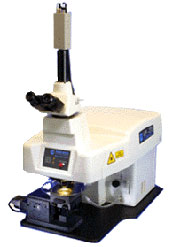
Unité d'ablation laser

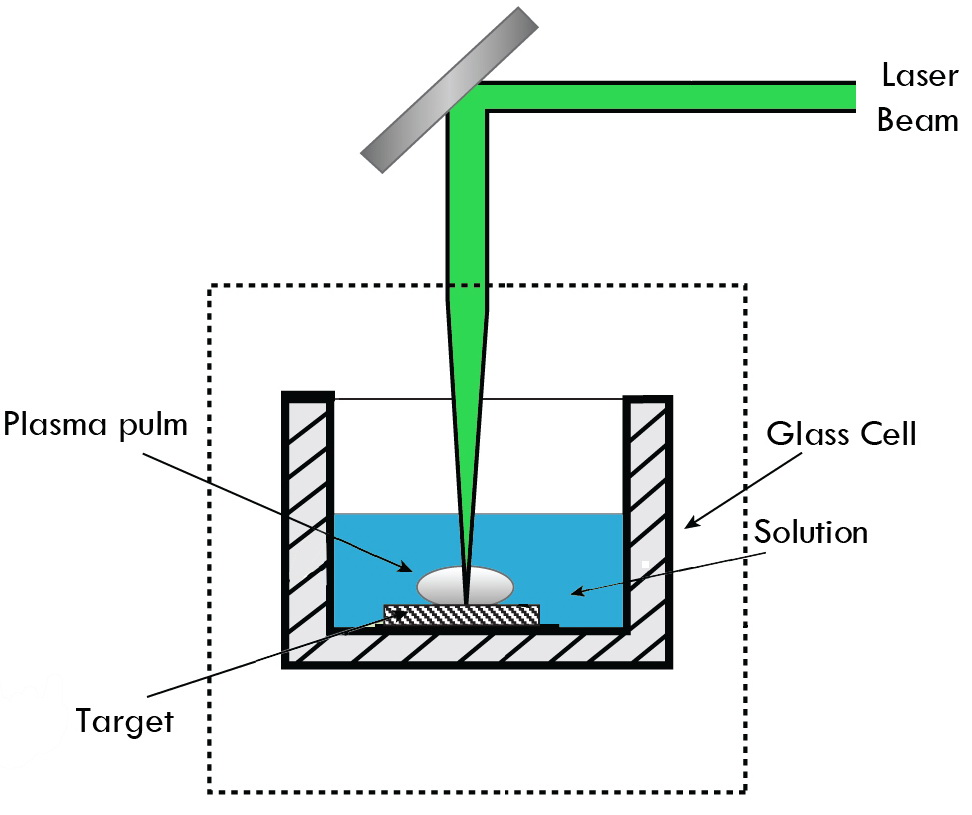
Schéma de principe de l'ablation laser dans une solution

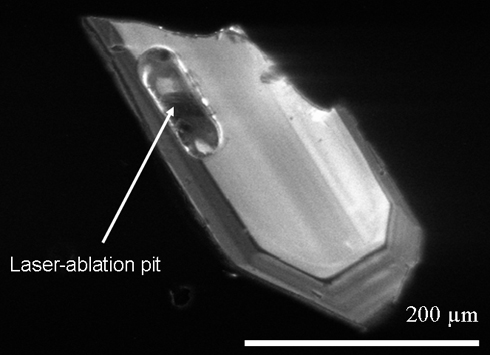
Point de fusion/ablation vue au microscope électronique, sur un grain de zirconium

## Production de couches minces
L' ablation laser complète ici la gamme des méthodes de dépôt physique de couches minces, telles l'évaporation, la pulvérisation cathodique ou le procédé sol-gel.
Un faisceau laser pulsé est focalisé sur une cible constituée du matériau à déposer. 
L'interaction cible-faisceau entraîne l'arrachage de la matière constituant la cible, par pulvérisation, évaporation, voire fracturation mécanique. Cette matière peut ainsi ensuite se déposer sur un substrat placé en vis-à-vis de la tache laser.

Les conditions d'interaction, fluence (énergie de l'impulsion par unité de surface), durée d'impulsion, longueur d'onde, permettent de contrôler la voie d'ablation de la matière (plasma, vapeur, etc.) en modifiant les conditions d'absorption de l'énergie laser par la cible.
- Avantages : la versatilité d'emploi du faisceau laser autorise un contrôle très précis de l'opération.

L'ablation peut prendre place sous ultravide ou atmosphère contrôlée ou dans une solution, autorisant un contrôle précis de la stœchiométrie du dépôt. 
Il existe peu de limites théoriques quant aux substrats employables étant donné l'énergie des espèces chimiques ablatées et les conditions de dépôt. 
- Inconvénient : la technique est très directive, limitant les dimensions des dépôts et la vitesse de dépôt.